# Huaylarsh

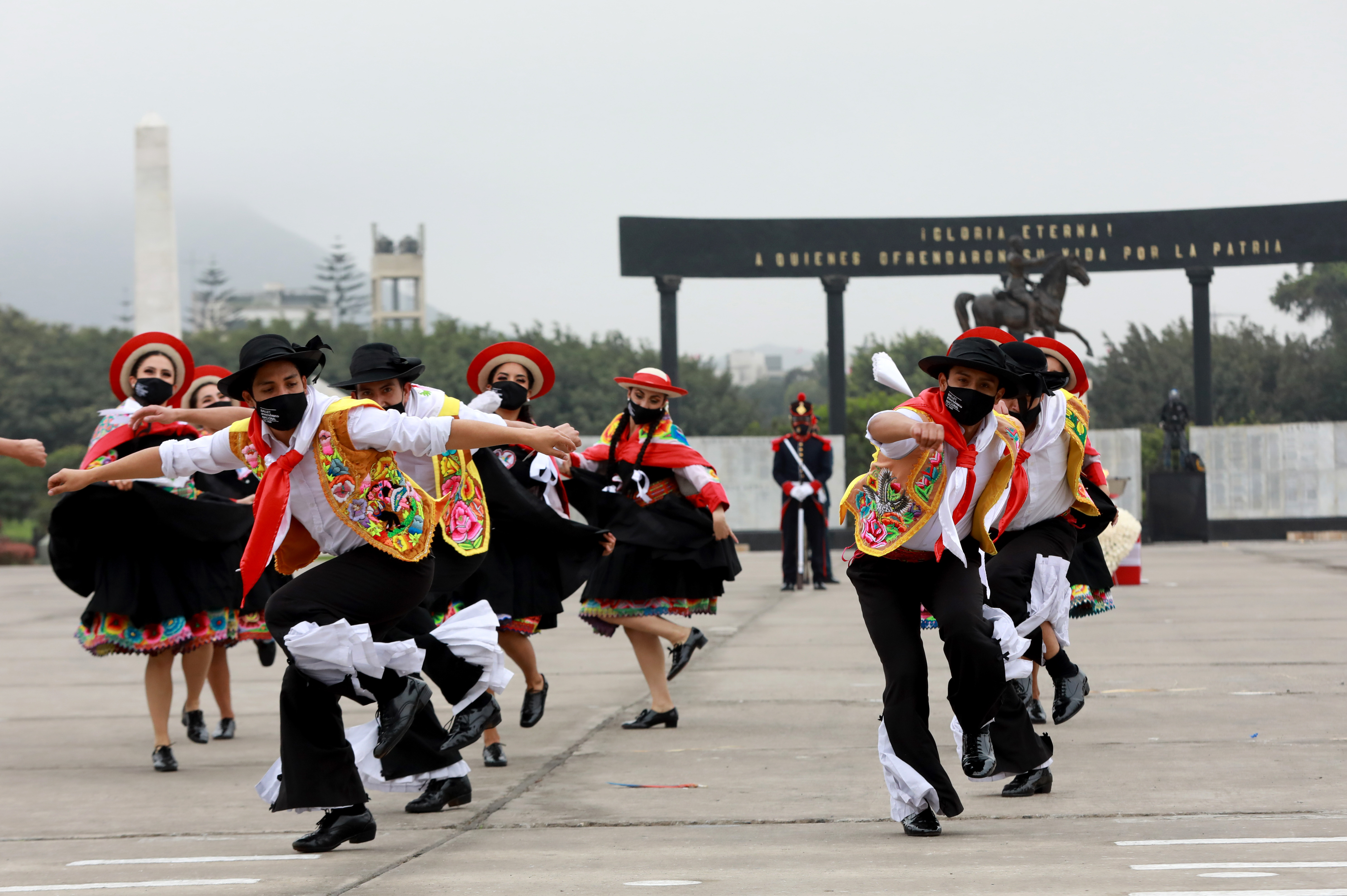

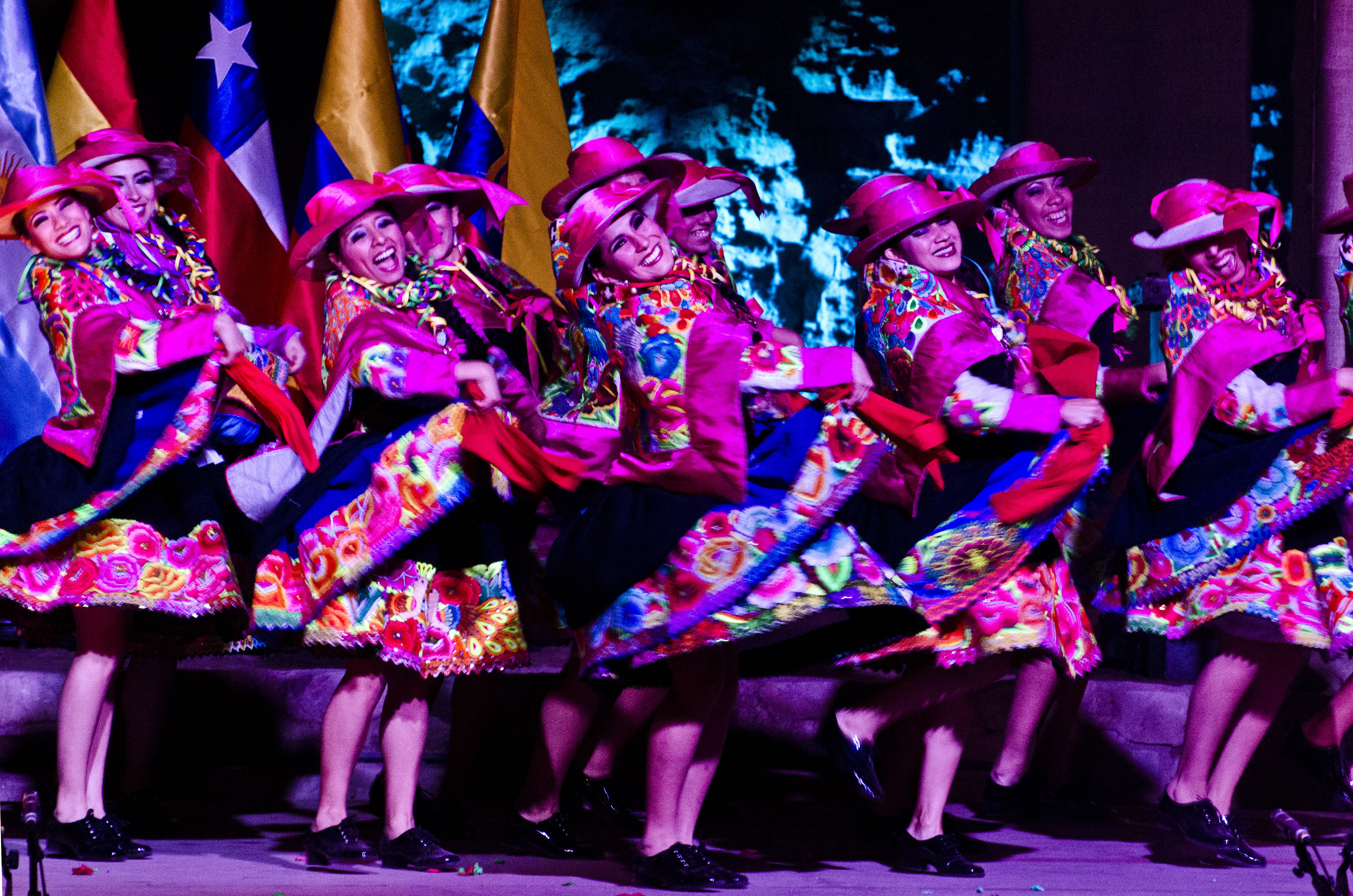

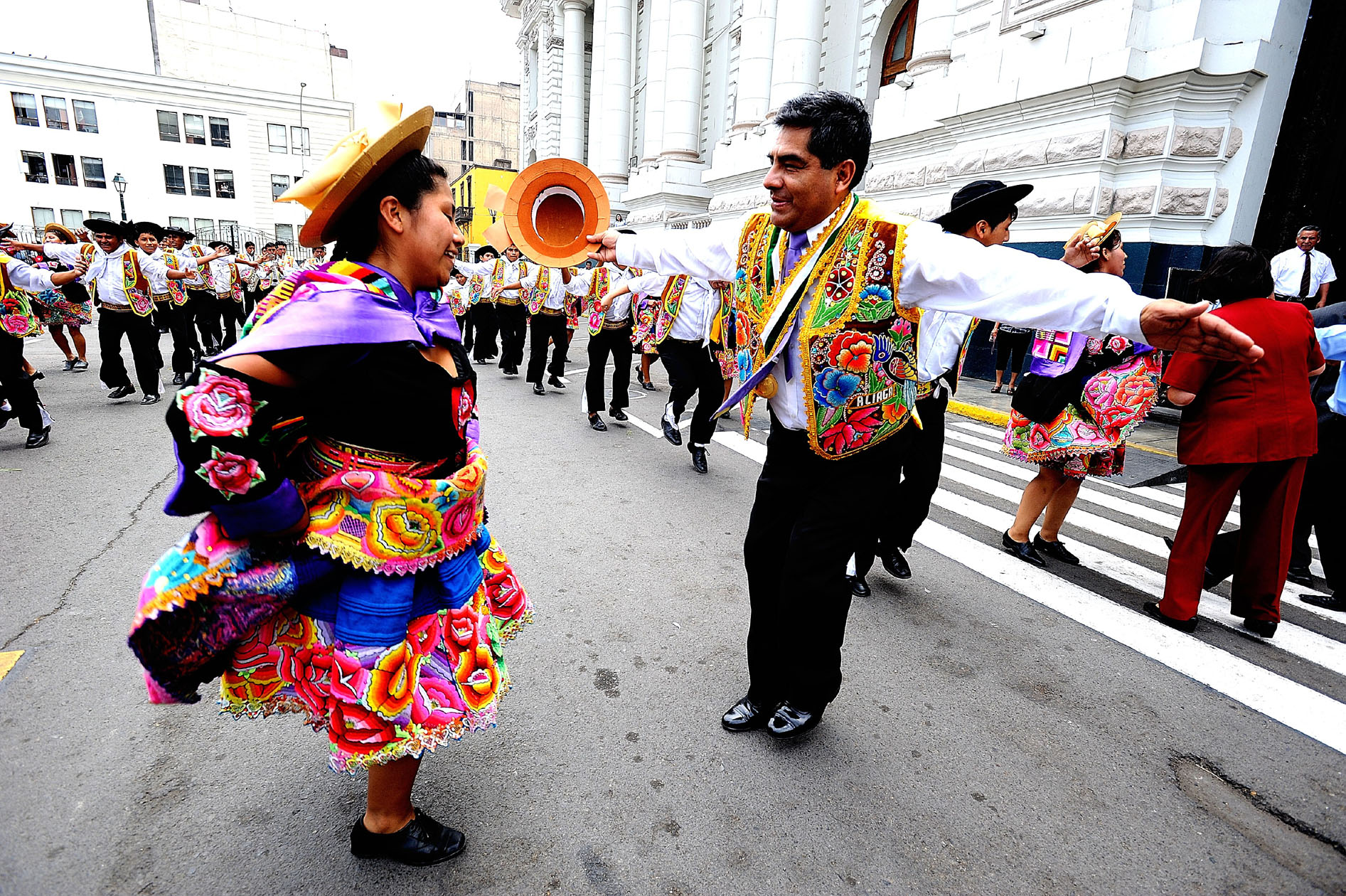
Huaylarsh

El huaylarsh o huaylas es una música folclórica peruana. Es una danza festiva de siembra o cosecha de la parte meridional de los Andes centrales peruanos. Posiblemente se originó durante el Virreinato para efectos de las trillas de cereales o de los cultivos de papas, que involucran el sentido del amor y verdor. Toma el nombre de taki-huaylarsh cuando se interpreta a capela sin acompañamiento de instrumentos musicales.

## Etimología y significado
Según el vocabulario elaborado por Diego González Holguín en el año 1608, podría provenir de los siguientes vocablos quechuas:
- waylla: Prado verde, buen pasto.
- waylluy: Amar con ternura.

Así mismo, en el diccionario de aimara de Juan Francisco Deza de  1989 se hallan los términos:
- waylla: Paja larga para techar.
- wayllu: Amor, arrullo, caricia.

El investigador Aquilino Castro Vásquez propone que las palabras waylla y waylluy tuvieron relación con la palabra huaylarsh, entonces esta danza denotaría: verdor, amor.
Daniel Alomía Robles, en 1895, entre sus recopilaciones y compilaciones cataloga como hayllas a las piezas musicales Huilla, huilla palomita en (Tarma) y Huaylla en (Acobamba).
En el diccionario elaborado por Rodolfo Cerrón Palomino de 1976 ya se hace mención del término:
- huaylash. Baile típico del sur de Huancayo.[4]
- huaylas. Baile de competencia entre hombres y mujeres.[5]

## Historia
El Huaylarsh fue creado de los diversos pueblos de los serranías inspirados en sus cosechas y siembras, el amor y la distracción. No es creación de un solo pueblo, sino es patrimonio de toda la región central de los Andes peruanos, ya que sus manifestaciones en los departamentos de Huancavelica, Junín. y Lima, a lo largo de la Carretera Central y la cuenca del Río Mantaro. 
José María Arguedas afirmó que:

El Waylarsh es una danza agrícola ya sea antes, durante o después de la faena chacarera. Y como tajantemente señala   Zenobio Daga: Esta es la verdadera médula del origen del Waylarsh Wanka, inmerso en el mito, fuerzas cósmicas y mágico religioso, sobre todo en el desarrollo y la vigencia de la cultura popular Wanka, aunque no les guste a los chauvinistas y folcloristas locales que no ven más allá de los cerros de su aldea.[cita requerida]

El 4 de febrero de 2015, la Municipalidad provincial de Huancayo oficializó la celebración del Día del Huaylarsh mediante la Ordenanza Municipal N°533-MPH/CM.

## Tipos de Huaylarsh

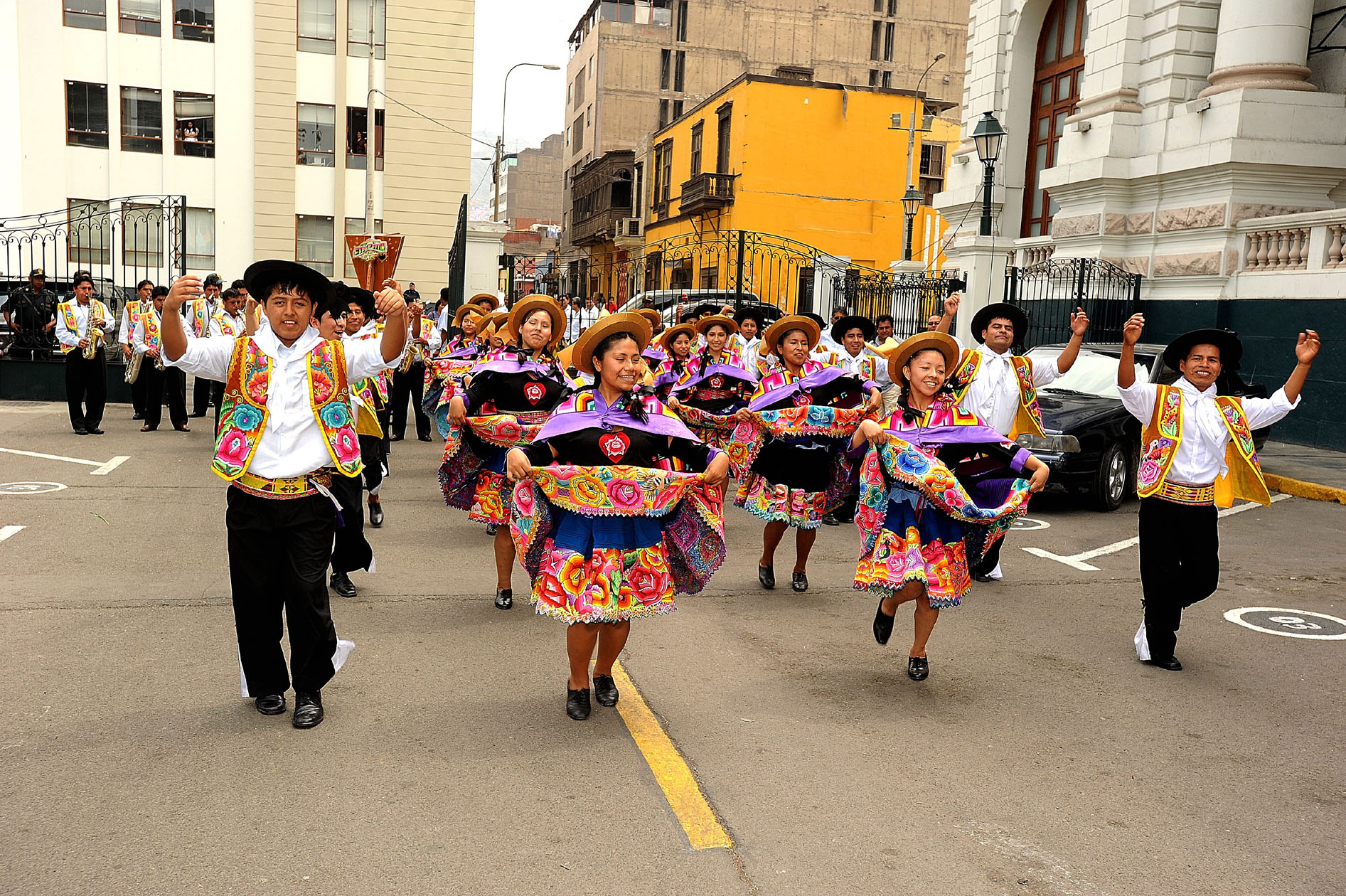
Jóvenes bailando Huaylarsh en Lima.

### Huaylarsh Antiguo
Esta versión de huaylarsh pretende rememorar la danza que se efectuaba después del laboreo agrícola en épocas remotas, vendría ser una réplica de la kachua o del haylli.

#### Elementos de la danza
En los varones el sombrero en la mano las mujeres el elemento que usan al bailar es agarrar la parte del vestuario. 

##### Vestimenta

###### Huaylarsh (varón)
- Sombrero de paño de lana de oveja conocido como lajpi o lapichuco de color negro o blanco.
- Camisa: de bayeta de color blanco sin cuello.
- Saco: de cordetalle, color negro, lo lleva amarrado a la cintura o a la bandolera.
- pantalón negro de bayeta.
- Faja wanka ancha con dibujos multicolores.
- zapatos hechos de cuero o jebe.
- Pañuelos

###### Huamblas (Dama)
- Chucu: Sombrero de color negro. En el cintón que rodea la copa, van insertadas flores silvestres.
- Contón: color negro de bayeta.
- Lulipas: fustanes plumillados en número de 2 o 3, van debajo del cotón.
- Mangas o maquitos: que cubren los brazos, no llevan bordaduras.
- Huat'ruco: Faja ancha, tejida con vistosos colores y motivos.
- Pullu: Manta de lana gruesa con franjas horizontales con motivos y colores.
- Quipi: Atado en la espalda, que guarda botellas de chicha o trago.

### Huaylarsh Moderno
Fue creado por Zenobio Dagha Sapaico, del pueblo de Chupuru. En 1949 estrenó la muliza, huayno, huaylarsh y fuga “Mi Tierra Wanka” con lo que se dio inicio a un nuevo tipo de huaylarsh. Al año siguiente fundó la orquesta Juventud Huancaína, asentando las bases del huaylarsh moderno.
Esta nueva versión se desliga casi por completo de su motivación agrícola, propugna sólo el esparcimiento, desvirtuando sus elementos originales. Es un baile que además es ejecutado tanto  en las ciudades como en las comunidades campesinas.
Actualmente se realizan movimientos con los brazos, cabeza, cuerpo, piernas y pies, al mismo tiempo hacer figuras como saltos, giros, que son imitaciones de algunas actividades agrícolas "pisar" arvejas (alwish jaluy) o de movimientos de aves como es el zorzal andino (Chihuaco).

#### Elementos del baile
Tiene en el mismo vestuario, pero tiene en sus vestuarios más llamativos, como las lentejuelas o más brillo en el chaleco de los varones y las mujeres tienen en sus faldas más brillantes y sus ponchos. 

##### Danzantes y comparsa
Bailan hualars y huamlas, organizados en diez parejas

##### Vestimenta

###### Huaylarsh
- Sombrero: de lana, color negro o vicuña, bien hormado, ala de 10 cm de ancho.
- Camisa: de popelina blanca, con cuello y manga larga.
- Pañuelo: grande de seda con estampados, va sobre la espalda en forma de triángulo con el vértice abajo.
- Chaleco: de paño o de casimir, las dos pecheras profundamente bordadas con motivos de flores, aves, mariposas, etc.
- At'rsa-calzón: Pantalón de casimir o poliestel, color negro o azul oscuro, con un corte de 15 cm en los costados externos del botapié y con abertura blanca.
- Huat'rucoo faja ancha, con profusos dibujos multicolores.
- Zapatos: con medio taco de suela.

###### Huambla
- Sombrero: color vicuña.
- Cotón: en número de 2 cotones (túnica) huanca de color negro.
- maquitos'o mangas postizas de color negro, bordados con los mismos motivos de la lliclla.
- Enagua: prenda de bramante blanco con blondas en el faldón, lo exhibe durante la actuación.
- 2 polleras o fustanes talqueados bordados a mano con motivos de la flora y fauna del valle del mantaro.
- Lliclla o mantilla bordados a mano que cubre la espalda hasta la cintura ribeteado con un cintón de 15 cm.
- Huat'ruco o chalpi: Faja wanka ancha con dibujos multicolores.
- Zapatos: de cuero de color negro con pasadores y taco bajo.

## Galería

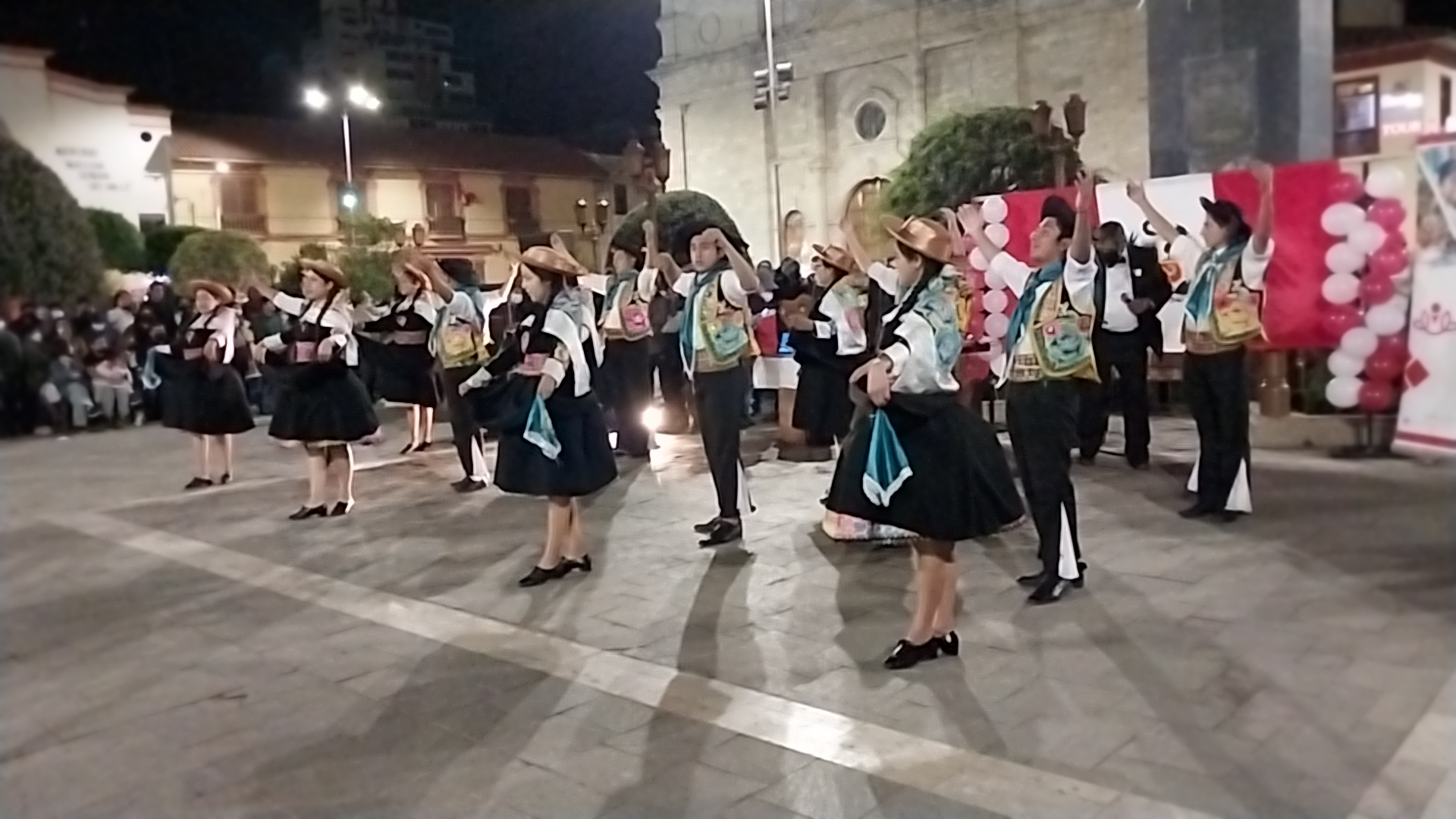
Conjunto de Huaylarsh folkloristas de Huancayo
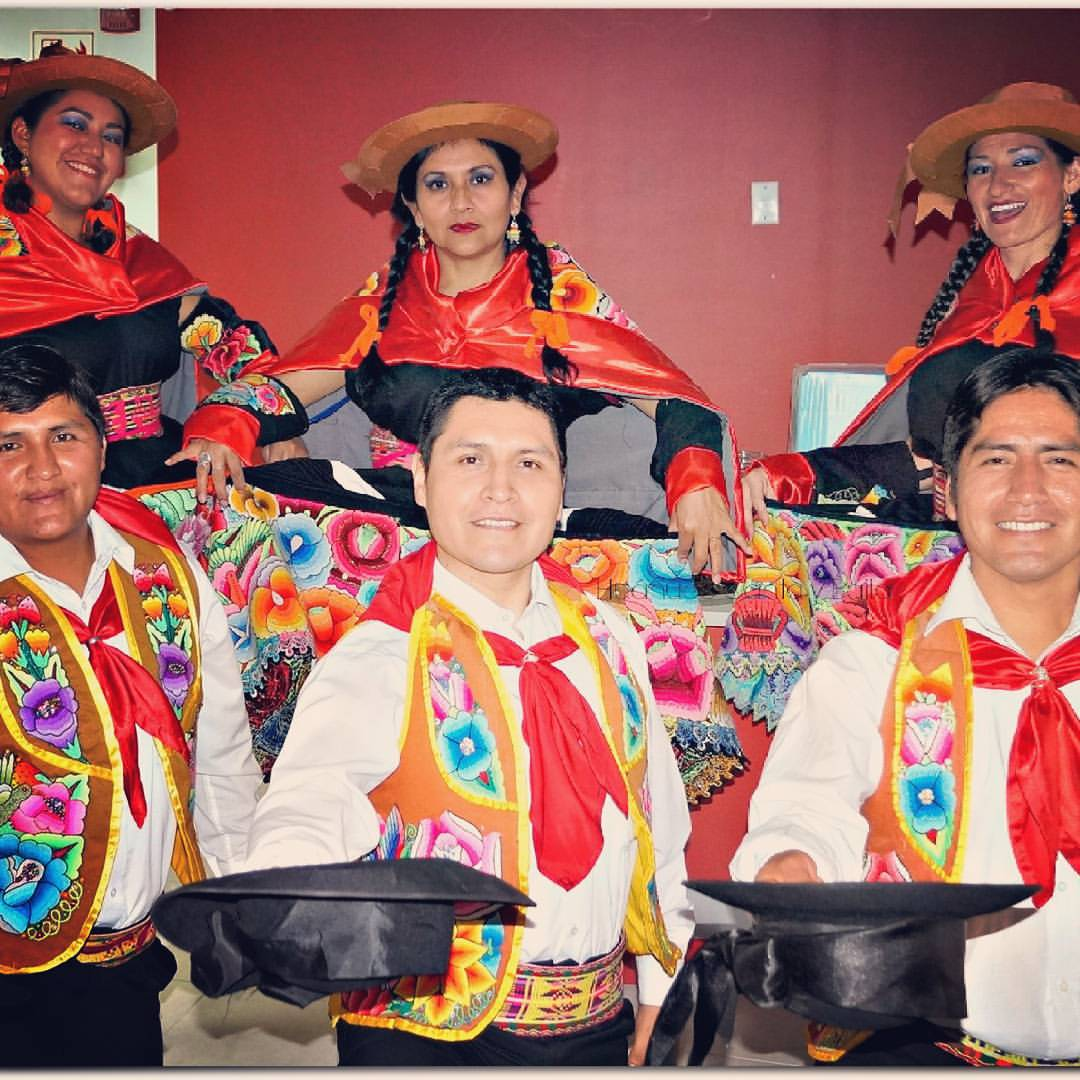
Huaylarsh